# Askola (geslacht)
Askola is een geslacht van haften (Ephemeroptera) uit de familie Leptophlebiidae.

## Soorten
Het geslacht Askola omvat de volgende soorten:
- Askola cipoensis
- Askola emmerichi
- Askola froehlichi
- Askola paprockii
- Askola yanoman